# Sylvain Thoirey
Sylvain Thoirey est un acteur français, né le 4 avril 1981.
Il est particulièrement connu pour avoir joué le rôle de David Zober, le meilleur ami d'Olivier Châteauneuf, dans Les Allumettes suédoises, adaptation télévisuelle du roman de Robert Sabatier, sortie en 1995.

## Filmographie
- Un homme en colère - La seconde maman	     (2001)  Cyril
- Un homme en colère - L'ange déchu	             (1999)  Cyril
- Un homme en colère - La clé autour du cou                (1999)  Cyril Brissac
- Un homme en colère - La peur de l'autre	             (1999)  Cyril Brissac
- Un homme en colère - Mort d'un juge	                     (1999)  Cyril Brissac
- Un homme en colère - Pour un monde meilleur              (1999)  Cyril Brissac
- Un homme en colère - Une femme réduite au silence        (1999)  Cyril Brissac
- Un homme en colère - Meurtre aux urgences  	             (1998)  Cyril Brissac
- Un homme en colère - Meurtre pour deux	             (1998)  Cyril Brissac
- Un homme en colère - Un silence coupable	             (1998) Cyril Brissac
- Heureusement qu'on s'aime	                             (1997)  Richard
- Un homme en colère - Un amour sans limite	             (1997)  Cyril Brissac
- PJ - Inceste	                                    (1997)  Alexandre
- Un homme en colère	                                     (1996)  Cyril Brissac
- Les Allumettes suédoises #1 - David et Olivier	     (1995)  David Zober
- Les Allumettes suédoises #2 - Trois sucettes à la menthe (1995)  David Zober
- Un homme en colère - L'affaire Caroline	                   Cyril Brissac
- Un homme en colère - L'enfant miroir	 	          Cyril Brissac